# Biurowy romans
Biurowy romans (tyt. oryg. ros. Служебный роман) – radziecki melodramat z 1977 roku, w reżyserii Eldara Riazanowa, na motywach komedii Sosłużywcy E. Riazanowa i E. Braginskiego.

## Fabuła
Akcja filmu rozgrywa się w biurze Urzędu Statystycznego w Moskwie. Anatolij Nowosielcew, samotny ojciec dwóch synów, pracuje na stanowisku referenta. Jego szefowa, Ludmiła Kaługina jest samotną, nieatrakcyjnie ubraną kobietą, niezwykle zasadniczą. Szkolny kolega Nowosielcewa, Jurij Samochwałow próbuje przekonać Kaługinę, aby przesunęła Nowosielcewa na wyższe stanowisko, ale ta nie ma przekonania, co do talentów swojego podwładnego. Samochwałow namawia Nowosielcewa, aby ten zaczął flirtować z szefową, aby przekonać ją do siebie. Dzięki staraniom Nowosielcewa niewzruszona i zasadnicza szefowa ujawni oblicze wrażliwej i delikatnej kobiety, która w przypływie szczerości opowiada mu o swojej samotności. Nowosielcew zdobywa upragniony awans, ale zarazem zdaje sobie sprawę, że flirt przerodził się w głębokie uczucie. Pozostaje mu tylko przekonać Ludmiłę co do prawdziwości swoich uczuć.
Ozdobą filmu są piosenki, śpiewane przez odtwórców głównych ról. Trzy z nich to muzyczne adaptacje utworów Roberta Burnsa.
W 1979 zespół realizujący film został wyróżniony nagrodą państwową ZSRR.

## Obsada
- Andriej Miagkow jako Anatolij Nowosielcew
- Alisa Frejndlich jako Ludmiła Kaługina
- Swietłana Niemolajewa jako Olga Ryżowa
- Oleg Basiłaszwili jako Jurij Samochwałow
- Lija Achiedżakowa jako sekretarka Wieroczka
- Ludmiła Iwanowa jako Szura
- Piotr Szczerbakow jako Piotr Bublikow
- Nelli Pszenna jako żona Samochwałowa
- Gieorgij Burkow
- Alik Dienisow
- Zoja Isajewa
- Inna Wychodcewa